# Universitatea din Tesalia
Universitatea din Tesalia ( UTH ; greacă: Πανεπιστήμιο Θεσσαλίας) este o universitate publică din Tesalia, Grecia, înființată în 1984.  Universitatea include campusul principal din orașul Volos și campusurile regionale din Karditsa, Larissa, Trikala și orașul Lamia .   Clădirea administrativă și academică centrală a universității, situată pe malul mării, este adesea denumită campusul principal, dar de fapt universitatea nu are un singur sediu principal, deoarece are mai multe sediuri cu clădiri distribuite geografic în regiunea extinsă din Volos pe raioanele orașului. Înscrierea din 2014 a fost de 14.000 de studenți la nivel de licență, 2.150 de studenți la nivel de masterat și 1.400 de doctoranzi. Avea de asemeneă 710 cadre didactice. 

## Emblemă
Emblema Universității este Chiron, care trăia în Muntele Pelion și era faimos pentru cunoștințele sale deosebite despre medicină, muzică, tir cu arcul, vânătoare, gimnastică și arta profeției. 

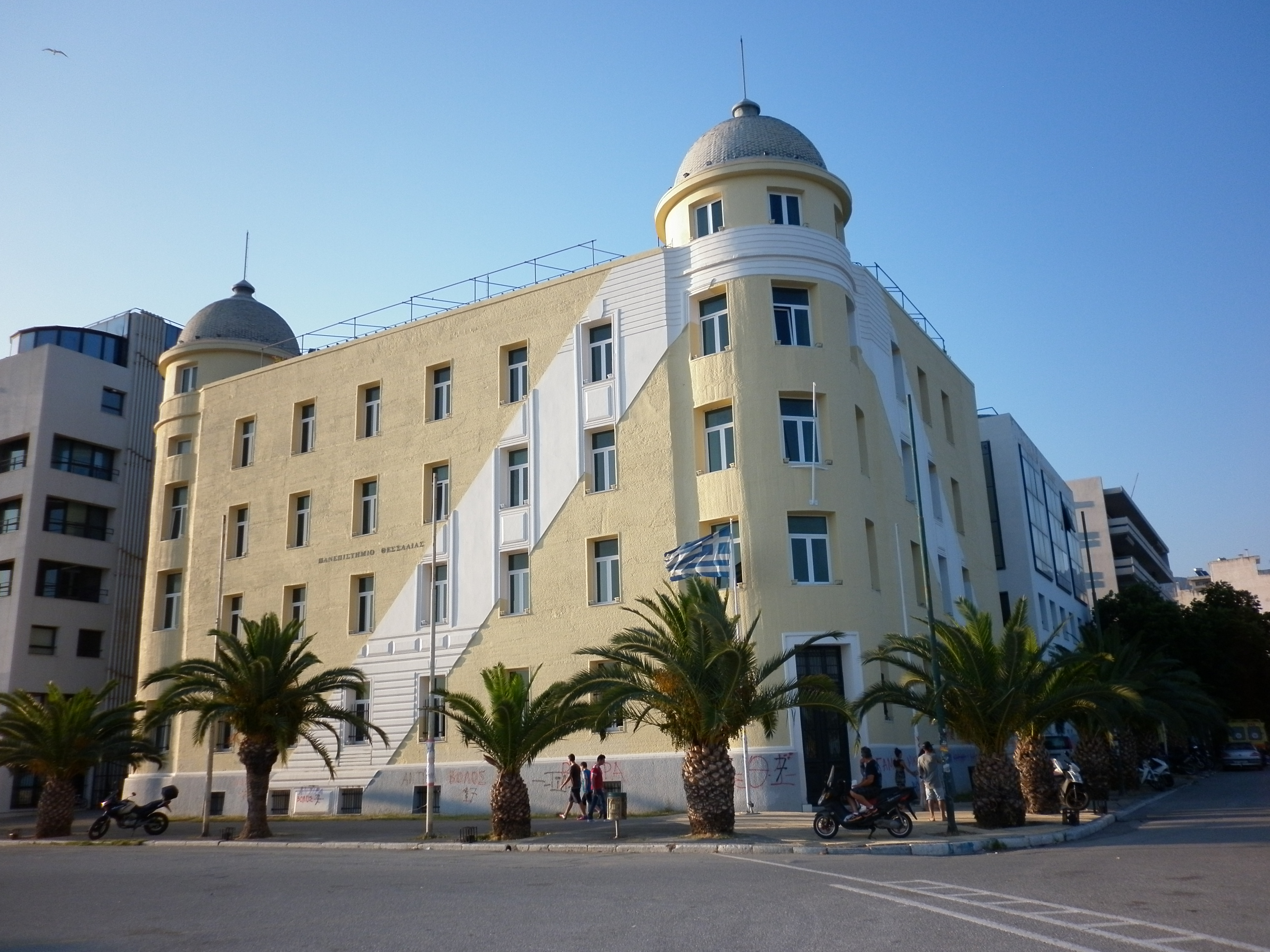
Clădirea administrativă a Universității din Tesalia din Volos

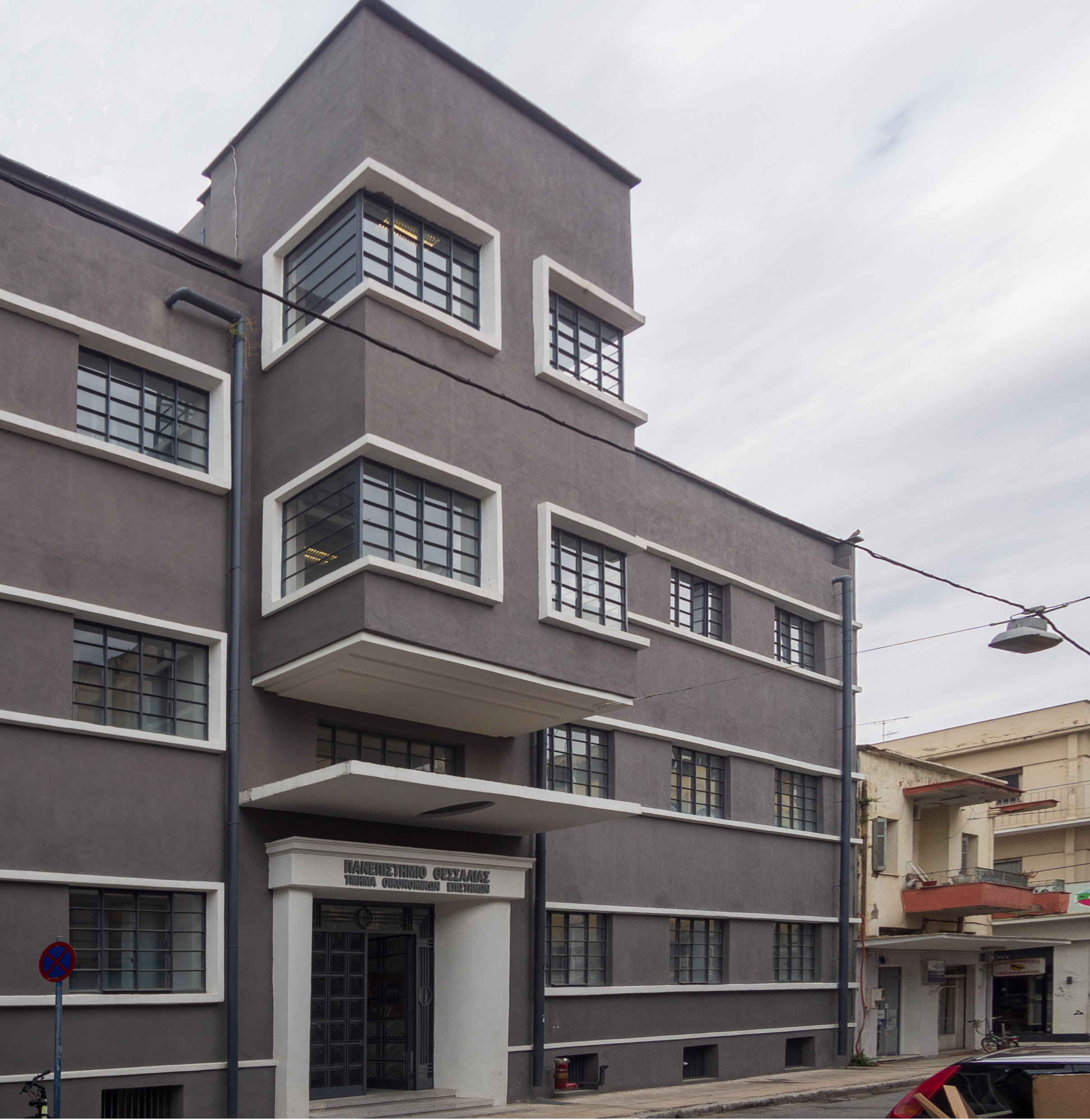
Departamentul de Economie este găzduit în vechea clădire a industriei din Matsagos

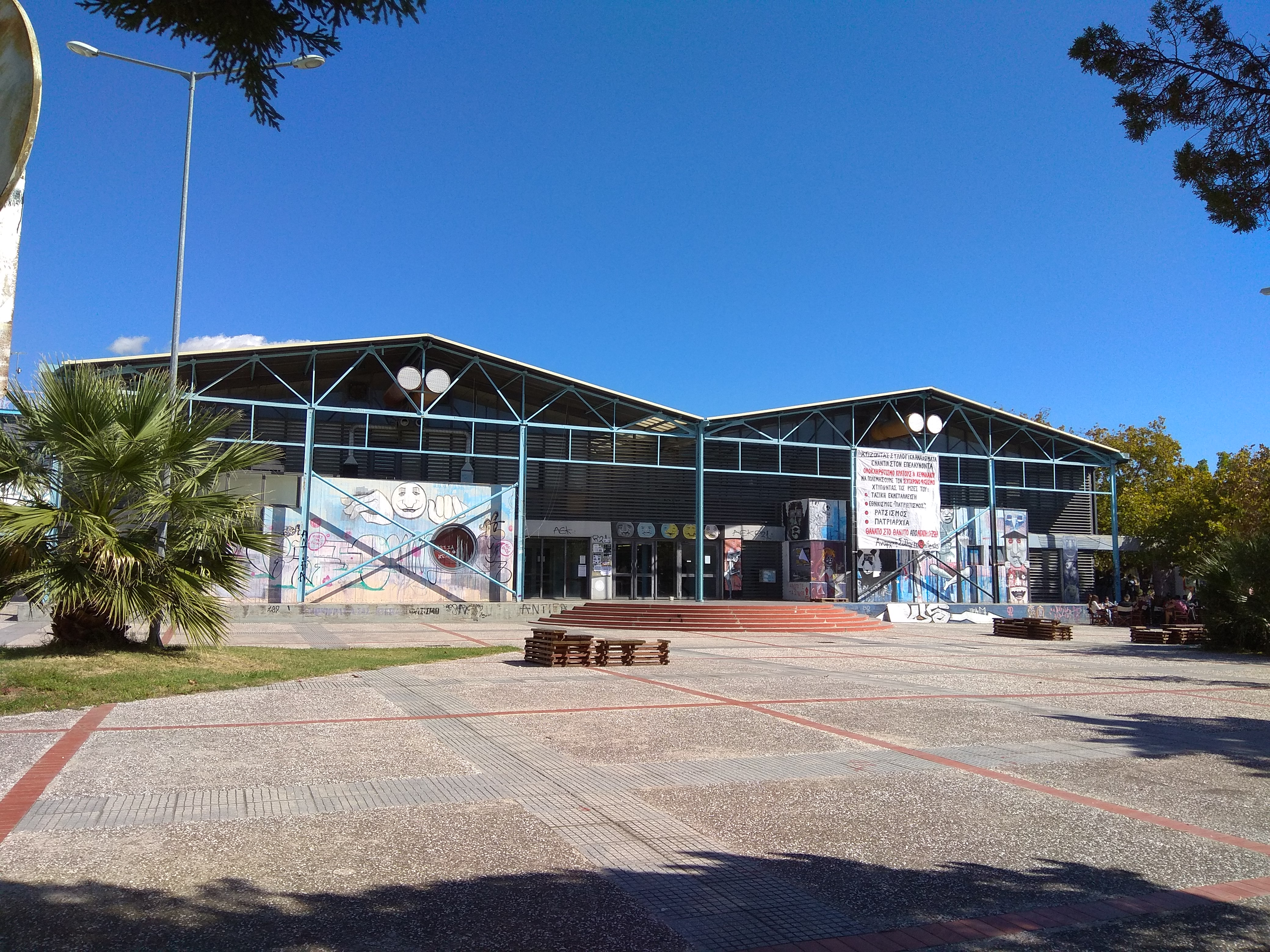
Departamentul de Arhitectură din campusul școlii de inginerie din Volos

## Istorie
Majoritatea departamentelor universității au fost fondate până la sfârșitul anului 2001.  În 2013, Universitatea din Grecia Centrală (UCG) - Campusul principal (2003–13)  din Orașul Lamia și Departamentul său de Informatică și Informatică Biomedicală, au fost fuzionate cu Universitatea din Tesalia. Aceasta fuziune a fost urmată în 2019 de Institutul Educațional Tehnologic din Grecia Centrală (TEICG) - Campusul principal (2013–19)  din orașul Lamia și departamentele sale de asistență medicală, fizioterapie, informatică, inginerie electronică, acestea se îmbină și ele. cu Universitatea din Tesalia. De atunci, acestea sunt cele două site-uri ale Universității din Tesalia campusul în Orașului Lamia . 

## Activitate academică
Limba de predare este greacă, deși există programe în limbi străine și cursuri pentru studenții internaționali, care se desfășoară în engleză, franceză, germană și italiană. Universitatea include opt Facultăți, împărțite la rândul lor în departamente. Fiecare departament include programe de licență și de masterat.   

## Linkuri externe
- University of Thessaly official website en
- Facultățile și departamentele Universității Thessaly Arhivat în 7 noiembrie 2018, la Wayback Machine. en
- Laboratoarele de cercetare ale Universității Thessaly Arhivat în 6 februarie 2020, la Wayback Machine. en
- Comitetul de cercetare al Universității din Tesalia
- Oficiul DASTA al Universității Thessaly (Unitatea de carieră și inovație)
- Rețeaua de cercetare și tehnologie greacă (GRNET) en
- Autoritatea Națională pentru Învățământ Superior (NAHE) en
- Link-uri ale bibliotecilor academice elene (HEAL – Link) en
- Kallipos (cărți electronice de publicare academică greacă) en
- Okeanos (serviciul cloud GRNET) en